# Halleria ligustrifolia
Halleria ligustrifolia är en tvåhjärtbladig växtart som beskrevs av John Gilbert Baker. Halleria ligustrifolia ingår i släktet Halleria och familjen Stilbaceae. Inga underarter finns listade i Catalogue of Life.